# 10441 van Rijckevorsel
10441 van Rijckevorsel este un asteroid din centura principală de asteroizi.

## Descriere
10441 van Rijckevorsel este un asteroid din centura principală de asteroizi. A fost descoperit pe 17 octombrie 1960 la Observatorul Palomar de Cornelis Johannes van Houten, Ingrid van Houten-Groeneveld și Tom Gehrels. Asteroidul prezintă o orbită caracterizată de o semiaxă mare de 2,58 ua, o excentricitate de 0,19 și o înclinație de 13,6° în raport cu ecliptica.